# عبدالحسین برازنده
عبدالحسین برازنده (زادهٔ ۱۲۷۲ در اصفهان – درگذشتهٔ ۷ اسفند ۱۳۵۰ در اصفهان) آهنگساز و نوازندهٔ تار اهل ایران بود.

## زندگی هنری
عبدالحسین برازنده در سال ۱۲۷۲ خورشیدی در اصفهان متولد شد. در کودکی تحت آموزش دایی خود «عبدالرحیم‌خان صفوی» که موسیقی‌دان بود قرار گرفت. او تحصیلات ابتدایی خود را در مدرسهٔ «ستارهٔ صبح» که توسط فرانسوی‌ها اداره می‌شد، گذراند. در این مدرسه از آموزش‌های «موسیو پرمیکس» که آموزگار موسیقی غربی بود، بهره‌مند شد و به آهنگسازی گرایش پیدا کرد. ساز اصلی او «تار» بود اما «ویلن» و «سنتور» نیز می‌نواخت. او پس از پایان تحصیلات به استخدام ارتش شاهنشاهی ایران درآمد. وی در این زمان به شهرتی در موسیقی دست یافته بود و با هنرمندان موسیقی آشنا شد. از جمله هنرمندانی نظیر: «درویش‌خان» و «عارف قزوینی» ، «ابوالحسن صبا»، «ملک‌الشعرای بهار» ، «رضا محجوبی»، «جلال‌تاج اصفهانی»، «حسین یاوری» و… عبدالحسین برازنده به شاگردی درویش‌خان درآمد و در جلسه‌های شعر و موسیقی به نوازندگی می‌پرداخت. او در سال ۱۳۱۷ در دبیرستان «علیه» به تدریس مشغول شد و پس از آن در مدرسهٔ ستارهٔ صبح نیز به تدریس زبان فرانسوی پرداخت.
وی به زبان‌های فرانسوی، تازیی و ادبیات فارسی تسلط داشت و همچنین خطی نیکو داشت. در سال‌های ۱۳۰۰ تا ۱۳۲۰ برخی از آثار او از جمله اُپرا و اُپرت‌هایش در اصفهان به روی صحنه رفت که به دلیل نبود امکانات از آن اجراها ضبط نشده‌است اما نت آن قطعات موجود است. آثاری نظیر: «زال و رودابه»، «لیلی و مجنون»، «خیر و شر»، «شب‌نشینی حافظ و سعدی»، «مردان و شهربانو در بتکده سومنات و فاوست»
سکونت عبدالحسین برازنده در اصفهان باعث شد که از میان صدها ساختهٔ او، تنها تعداد اندکی به اجرا و ضبط برسد. تعدادی از آثار او با تنظیم مجدد در برنامهٔ گلها به اجرا و ضبط رسید. از میان قطعات او آثاری مانند «آتش دل» و «رنگ‌های طبیعت» با صدای «جلال‌تاج اصفهانی» بین سال‌های ۱۳۰۳ تا ۱۳۰۷ در صفحه‌های گرامافون منتشر شد. یک صفحه از تارنوازی او به همراه آواز «اسماعیل ادیب خوانساری» نیز در سال‌های ۱۳۰۷ یا ۱۳۰۸ ضبط شده‌است.
او پس از سال‌ها تدریس موسیقی، زبان فرانسه، زبان عربی و خوشنویسی در دبیرستان‌ها، با درجهٔ آموزگاری بازنشسته شد. فرزند وی «جمشید برازنده» نیز نوازندهٔ سنتور و آهنگساز است.
کتابی از گزیدهٔ آثار او با عنوان «دوازده آهنگ برگزیده از عبدالحسین برازنده» برای تار و سه‌تار توسط «علا ایجادی» نوشته و منتشر شده‌است.

## درگذشت
عبدالحسین برازنده در ۷ اسفند سال ۱۳۵۰ مطابق با روز عاشورا، در سن ۷۸ سالگی در اصفهان درگذشت. پیکر او در تکیه شیخ مرتضی ریزی، در تخت فولاد اصفهان به خاک سپرده شد.

## آثار هنری
از جمله آثار عبدالحسین برازنده، به موارد زیر می‌توان اشاره نمود:
- «آتش دل» با شعر «حسن صدر سالک» و خوانندگی «جلال تاج اصفهانی»[۷][۸]
- «به اصفهان رو» با شعر «ملک‌الشعرا بهار» و خوانندگی «جلال تاج اصفهانی»[۹]
- «چلچراغ فلک» با شعر «فضل‌الله شیرانی» و خوانندگی «دریا»[۳]
- «دل شیدا» با شعر «سخای اصفهانی» و خوانندگی «هوشنگ بهشتی»[۱۰]
- «جان جانان» با شعر «حافظ» و خوانندگی «علی رستمیان»[۱۱]
- «آواز افشاری» با خوانندگی «علیرضا افتخاری»[۱۲]
- «کاروان» با شعر «سعدی» و خوانندگی «علیرضا افتخاری»[۱۳]
- «از یاد رفته» با خوانندگی «محمد ملک‌مسعودی»[۱۴]
- «سبکبار» با شعر «حسن صدر سالک» خوانندگی «سالار عقیلی»[۱۵]
- «بهار من» با شعر «حسن صدر سالک» و خوانندگی «علی خدایی»[۱۶]
- «فصل گل» با شعر «سخای اصفهانی» و خوانندگی «محمد عبدالحسینی»[۱۷]
- «تنهاترین» با شعر «جمشید برازنده» و خوانندگی «محمد عبدالحسینی»[۱۸]
- «پیر مراد» با شعر «سعدی» و خوانندگی «عبدالرسول کارگشا»[۱۹]
- «کمان ابرو» با شعر «حافظ» و خوانندگی «برادران سعیدی»[۲۰]
- «خیر و شر»[۲]
- «زال و رودابه»[۲]
- «لیلی و مجنون»[۲]
- «شب‌نشینی حافظ و سعدی»[۲]
- «مردان و شهربانو در بتکده سومنات و فاوست»[۲]